# Tione di Trento
Tione di Trento ist eine italienische Gemeinde (comune) mit 3654 Einwohnern (Stand 31. Dezember 2023) in der Provinz Trient, Region Trentino-Südtirol. Sie liegt in den Inneren Judikarien und ist Verwaltungssitz der Talgemeinschaft Comunità delle Giudicarie.

## Geografie
Tione liegt etwa 30 km westlich von Trient an der mittleren Sarca auf der orographisch linken Flussseite, in einem Talbecken, an der Stelle, an der die Sarca aus dem Rendenatal kommend ihre Laufrichtung von Süd nach Ost ändert. Am östlichen Ortsrand von Tione di Trento mündet der von Süden im Val Breguzzo entspringende Torrente Arnò in die Sarca. Das Becken von Tione ist von drei verschiedenen Gebirgsgruppen eingegrenzt, im Westen von der Adamellogruppe, im Nordosten von der Brentagruppe und im Südosten von den nordwestlichen Ausläufern der Gardaseeberge.
Tione di Trento ist von folgenden Gemeinden umgeben: Porte di Rendena, Tre Ville, Bleggio Superiore, Comano Terme, Borgo Lares, Sella Giudicarie, Ledro und Pieve di Bono-Prezzo.

## Geschichte
Im Mittelalter war Tione eine der Sieben Pfarreien von Judikarien (It.: Sette Pievi delle Giudicarie). Diese genossen trotz der Zugehörigkeit zum Fürstbistum Trient eine gewisse Unabhängigkeit, die auch in der Zeit der Habsburgermonarchie bestehen blieb. Erst mit der Eingliederung in das Königreich Italien im Jahr 1919 ging diese Autonomie zu Ende. Bis 1928 hieß die Gemeinde nur Tione.

### Bevölkerungsentwicklung
| Jahr      | 1921 | 1931 | 1951 | 1961 | 1971 | 1981 | 1991 | 2001 | 2011 | 2021 |
| --------- | ---- | ---- | ---- | ---- | ---- | ---- | ---- | ---- | ---- | ---- |
| Einwohner | 2933 | 2471 | 2501 | 2671 | 2877 | 3174 | 3240 | 3245 | 3608 | 3665 |

Quelle: ISTAT

## Persönlichkeiten
- Wilma Gatta (* 1956), Skirennläuferin
- Francesca Gino (* 1978), Verhaltenswissenschaftlerin
- Cecilia Maffei (* 1984), Shorttrackerin
- Paolo Pangrazzi (* 1988), Skirennläufer
- Alice Parisi (* 1990), Fußballnationalspielerin
- Matteo Battocchi (* 1993), Alpin- und Grasskiläufer

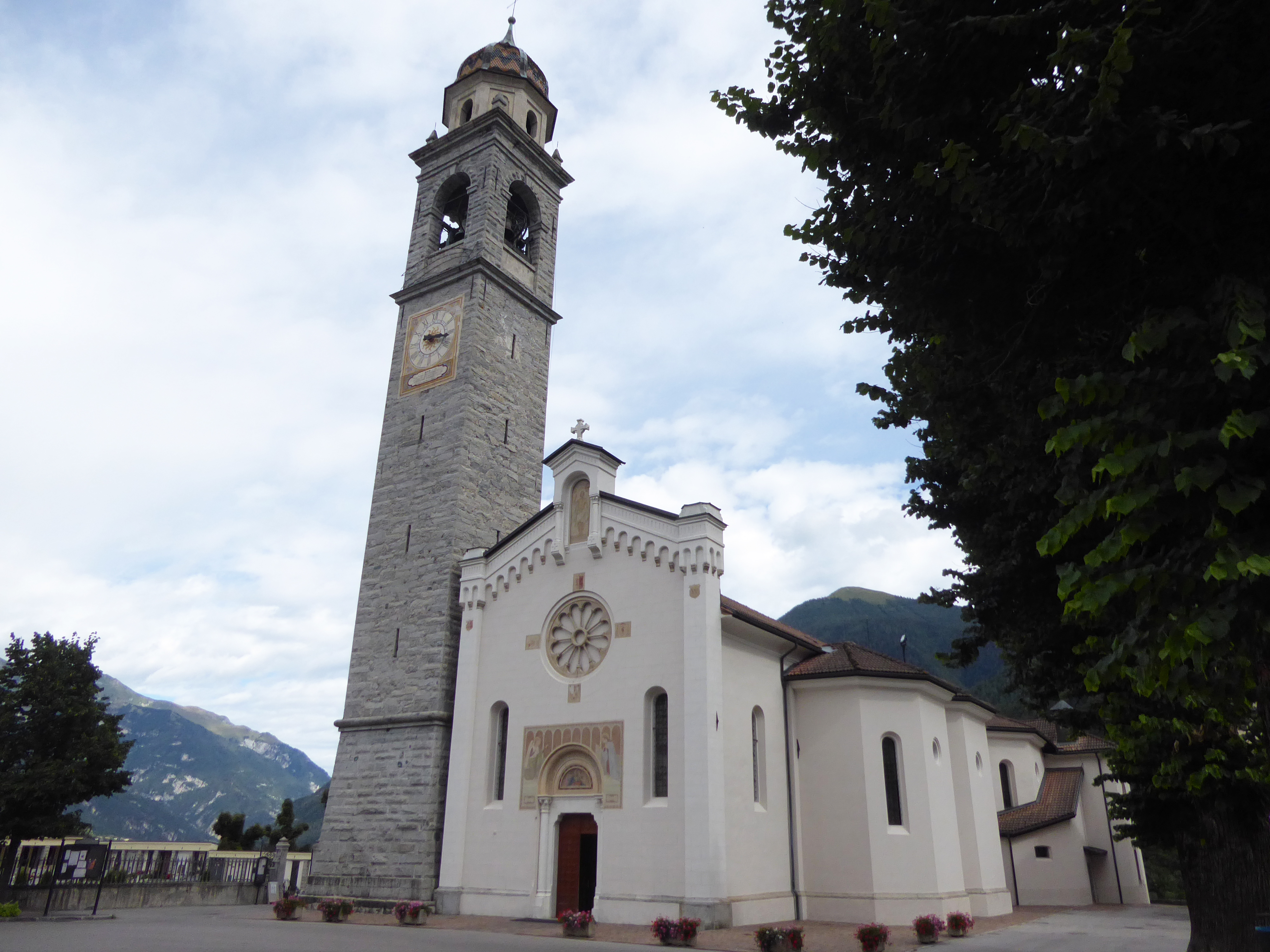
Pfarrkirche Santa Maria Assunta e San Giovanni Battista
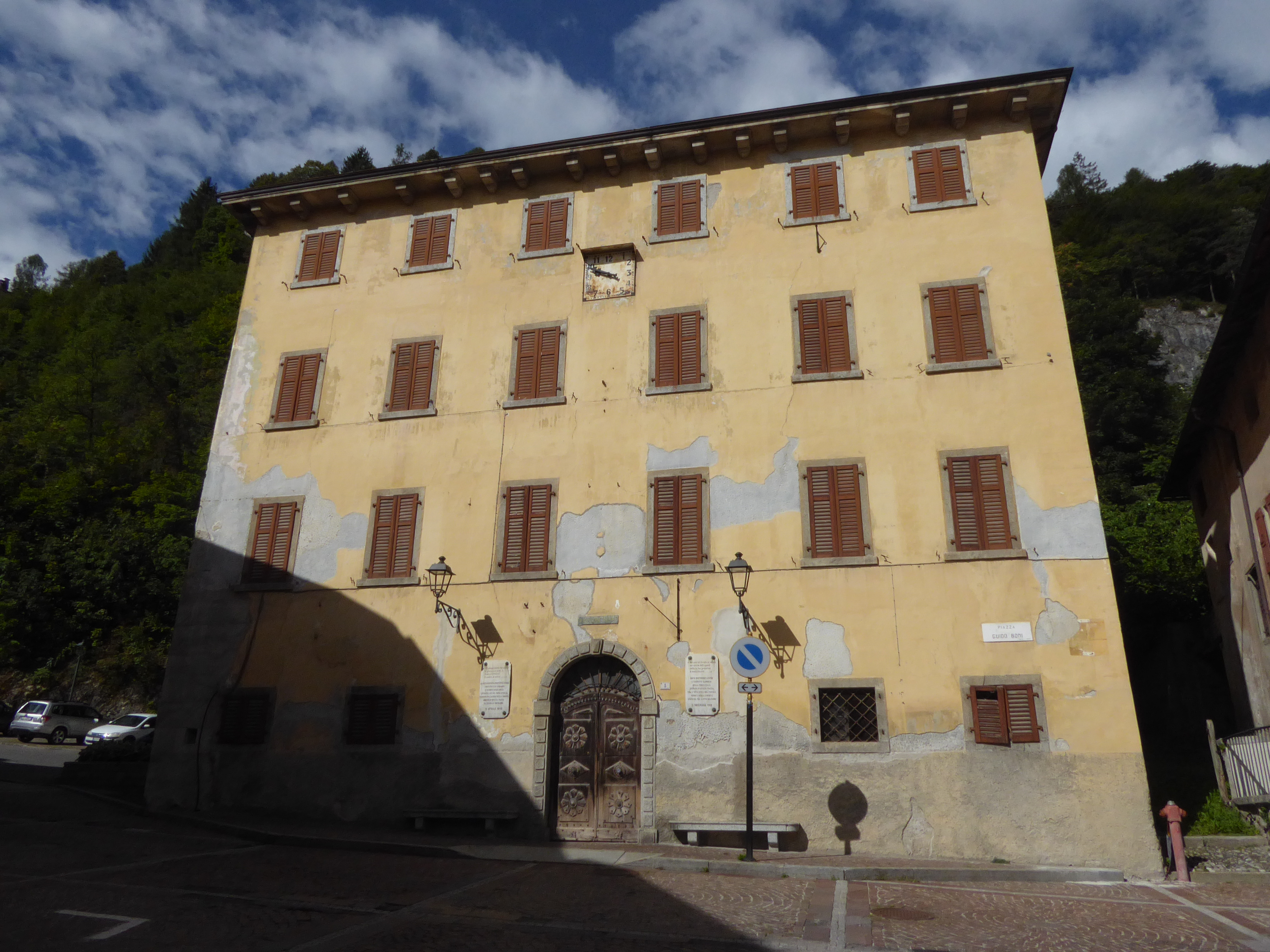
Ex palazzo della Pretura
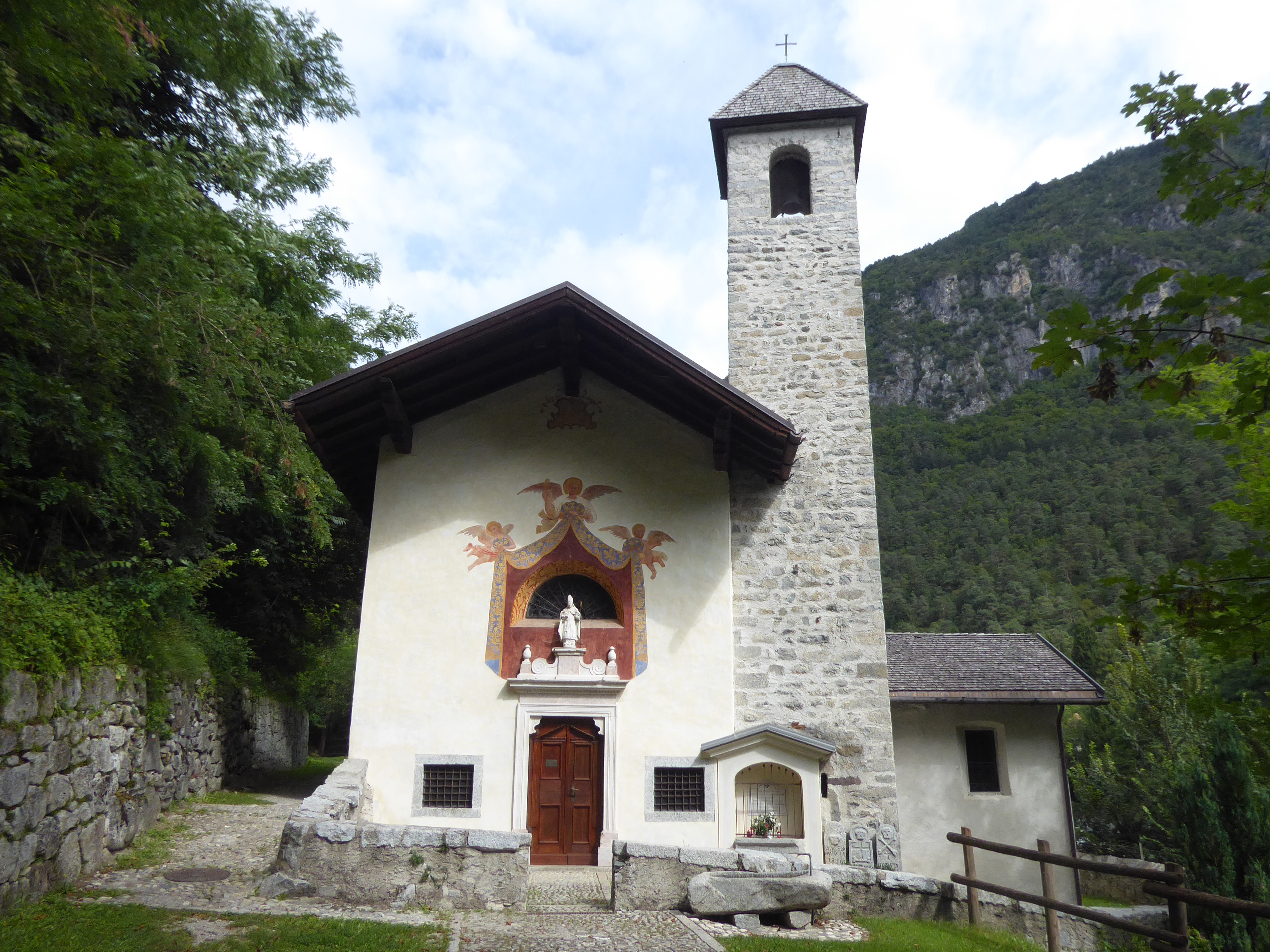
San Vigilio